# گل نرگس آفریقایی
گل نرگس آفریقایی(نام علمی: Agapanthus africanus) نام یک گونه از تیره نرگسیان است.